# سيسيل بيسيت
سيسيل بيسيت (بالإنجليزية: Cecil Bissett)‏ (مواليد 1908) هو ملاكم زيمبابوي، مثّل بلاده في الألعاب الأولمبية الصيفية 1928.

## روابط خارجية
سيسيل بيسيت على موقع أوليمبيديا (الإنجليزية)